# Janet Munro
Janet Munro (28 de septiembre de 1934 - 6 de diciembre de 1972) fue una actriz británica.

## Biografía
Munro protagonizó tres películas para la Disney. Darby O'Gill and the Little People (1959), Third Man on the Mountain (1959) and Los Robinsones de los mares del sur (1960), así como The Horsemasters (1961), una serie semanal de la misma compañía. Participó en otros títulos como The Trollenberg Terror (1958)  y The Day the Earth Caught Fire (1961).

### Vida personal
Nacida como Janet Neilson Horsburgh, hija del comediante Alex Munro y su mujer, Phyllis Robertshaw, en Blackpool en 1934. Se casó dos veces. En enero de 1956 se casó con Tony Wright, pero el matrimonio terminó tres años más tarde en 1959. En 1963 se casó con la ex estrella de los Vengadores, Ian Hendry. La pareja tuvo dos hijos, Sally Hendry y Corrie Hendry. De 1964 a 1968 Munro se retiró de la actuación para criar a sus dos hijos, Ian y Janet. Se divorciaron en 1971.
Dos matrimonios fallidos, dos abortos involuntarios, alcoholismo, diversos problemas médicos y depresión la colapsó y posteriormente murió el 6 de diciembre de 1972 a la edad de 38 años. Fue incinerada y enterrada en el crematorio Golders Green Crematorio

### Muerte
Murió el 6 de diciembre de 1972 después de enfermar mientras tomaba el té con sus dos hijos en su piso de Kentish Town, Londres. La niñera de los niños, Elizabeth McGuiness intentó reanimarla pero murió en el camino al hospital. Munro murió de un ataque cardíaco causado por una enfermedad cardíaca isquémica crónica.

## Filmografía parcial
- 1957

-Small Hotel
- 1958

-The Young and the Guilty
-The Trollenberg Terror
- 1959

-Third Man on the Mountain
-Tommy the Toreador
-Darby O'Gill and the Little People
- 1960

-Swiss Family Robinson
- 1961

-The Day the Earth Caught Fire
- 1962

-Life for Ruth
- 1963

-Bitter Harvest	
- 1964

-Hide and Seek
-A Jolly Bad Fellow-
Daylight Robbery
- 1968

-Sebastian
- Cry Wolf

## Premios y nominaciones
BAFTA
- 1963: Nominada, "Mejor actriz" - Life for Ruth

Globos de oro
- 1960: Ganadora, "Mejor actriz revelación"